# 納塔蓋馬

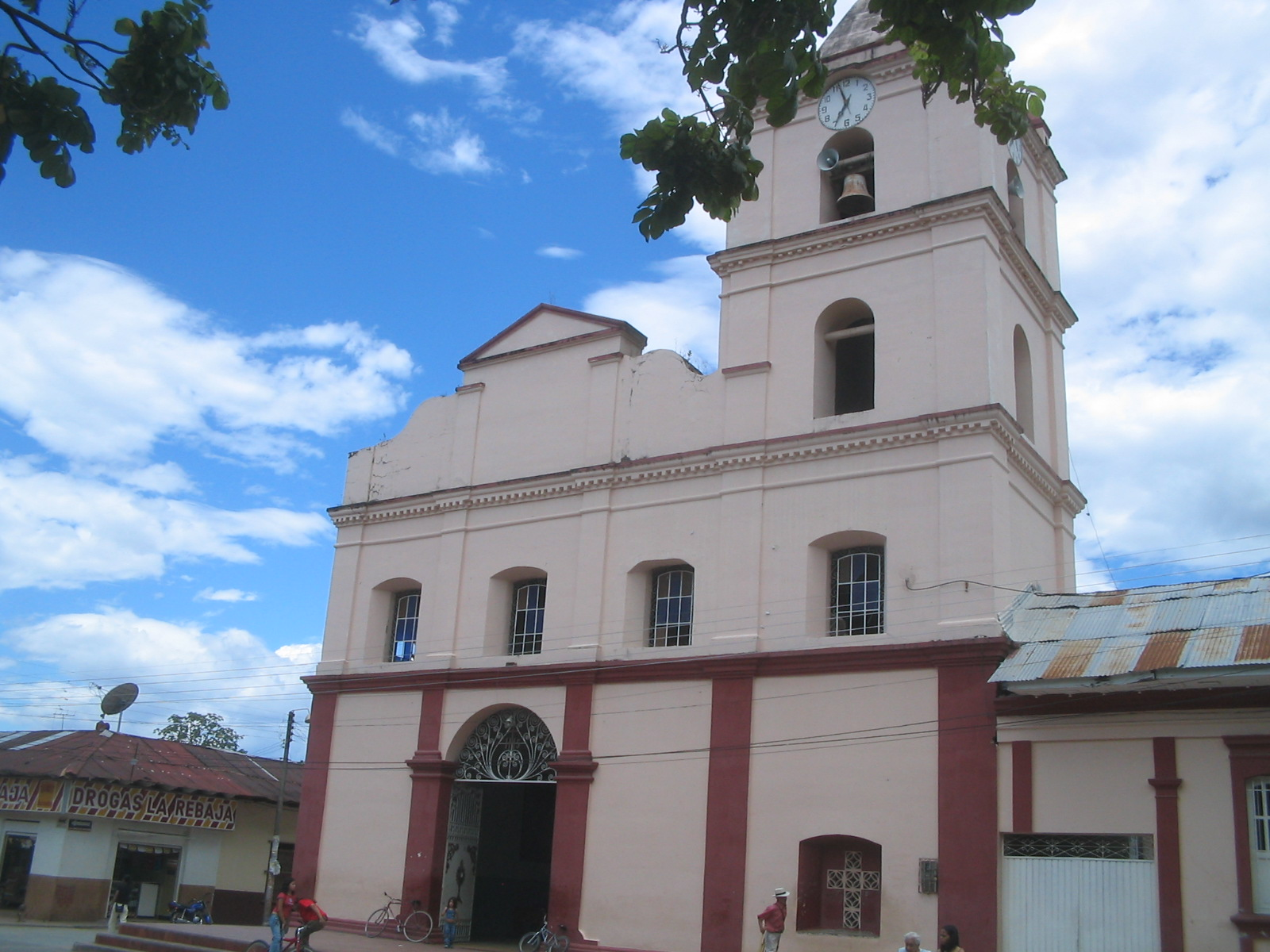

納塔蓋馬是哥倫比亞的城鎮，位於該國中西部，由托利馬省負責管轄，始建於1610年，面積862平方公里，海拔高度323米，2005年人口20,268，人口密度每平方公里23.51人。
3°35′N 75°05′W / 3.583°N 75.083°W